# Grekiska Fotbollsligan
Grekiska Fotbollsligan, tidigare Beta Ethniki, är sedan 2019 den tredje högsta fotbollsligan i Grekland. 1:an och 2:an blir direkt uppflyttade till Grekiska superligan 2 och 3:an, 4:an, 5:an och 6:an spelar i en playoff-grupp där vinnaren blir uppflyttad.

## Historia
Mellan 1953 och 1959 fanns det två grupper (Nord och Syd). Mellan 1959 och 1962 fanns flera grupper och säsongen 1961-1962 fanns det 10 grupper. Mellan 1962 och 1983 fanns det varje säsong mellan 5 och 2 grupper. 1983 bytte man till en serie och den 3 augusti 2010 byte ligan namn till Grekiska Fotbollsligan.

## Vinnare

### Från 1983
| Säsong  | Vinnare            |
| ------- | ------------------ |
| 1983–84 | Panachaiki         |
| 1984–85 | PAS Giannina       |
| 1985–86 | Diagoras           |
| 1986–87 | Panachaiki         |
| 1987–88 | Doxa Drama         |
| 1988–89 | Skoda Xanthi       |
| 1989–90 | Athinaikos         |
| 1990–91 | Ethnikos Piraeus   |
| 1991–92 | Apollon Kalamarias |
| 1992–93 | Naoussa            |
| 1993–94 | Ionikos            |
| 1994–95 | Paniliakos         |
| 1995–96 | Kavala             |
| 1996–97 | Panionios          |
| 1997–98 | Aris               |
| 1998–99 | Trikala            |
| 1999-00 | Athinaikos         |
| 2000–01 | Egaleo             |
| 2001–02 | PAS Giannina       |
| 2002–03 | Chalkidon          |
| 2003–04 | Kerkyra            |
| 2004–05 | Larissa            |
| 2005–06 | Ergotelis          |
| 2006–07 | Asteras Tripolis   |
| 2007–08 | Panserraikos       |
| 2008–09 | Atromitos          |
| 2009–10 | Olympiakos Volos   |
| 2010–11 | Panetolikos        |
| 2011–12 | Panthrakikos       |
| 2012–13 | Apollon Smyrni     |
| 2013–14 | Niki Volos         |
| 2014–15 | AEK Aten           |
| 2015–16 | Larissa            |
| 2016–17 | Apollon Smyrni     |
| 2017–18 | OFI                |
| 2018–19 | Volos              |